# チャンパサック県の文化的景観にあるワット・プーと関連古代遺産群
チャンパサック県の文化的景観にあるワット・プーと関連古代遺産群（ちゃんぱさっくけんのぶんかてきけいかんにあるわっとぷーとかんれんこだいいせきぐん）はラオス・チャンパーサック県・チャンパーサック郡にあるカオ山の麓にあるワット・プー（ヒンドゥー寺院の廃墟）とその周辺を取り巻く遺跡群の総称である。チャムパーサック県の一部（390平方キロメートル）が2001年12月ユネスコの世界遺産（文化遺産区域、チャムパーサック遺産・文化的景観保護区域）に登録されている。考古学的遺跡と自然景観が組み合わされた遺産である。

## 概要

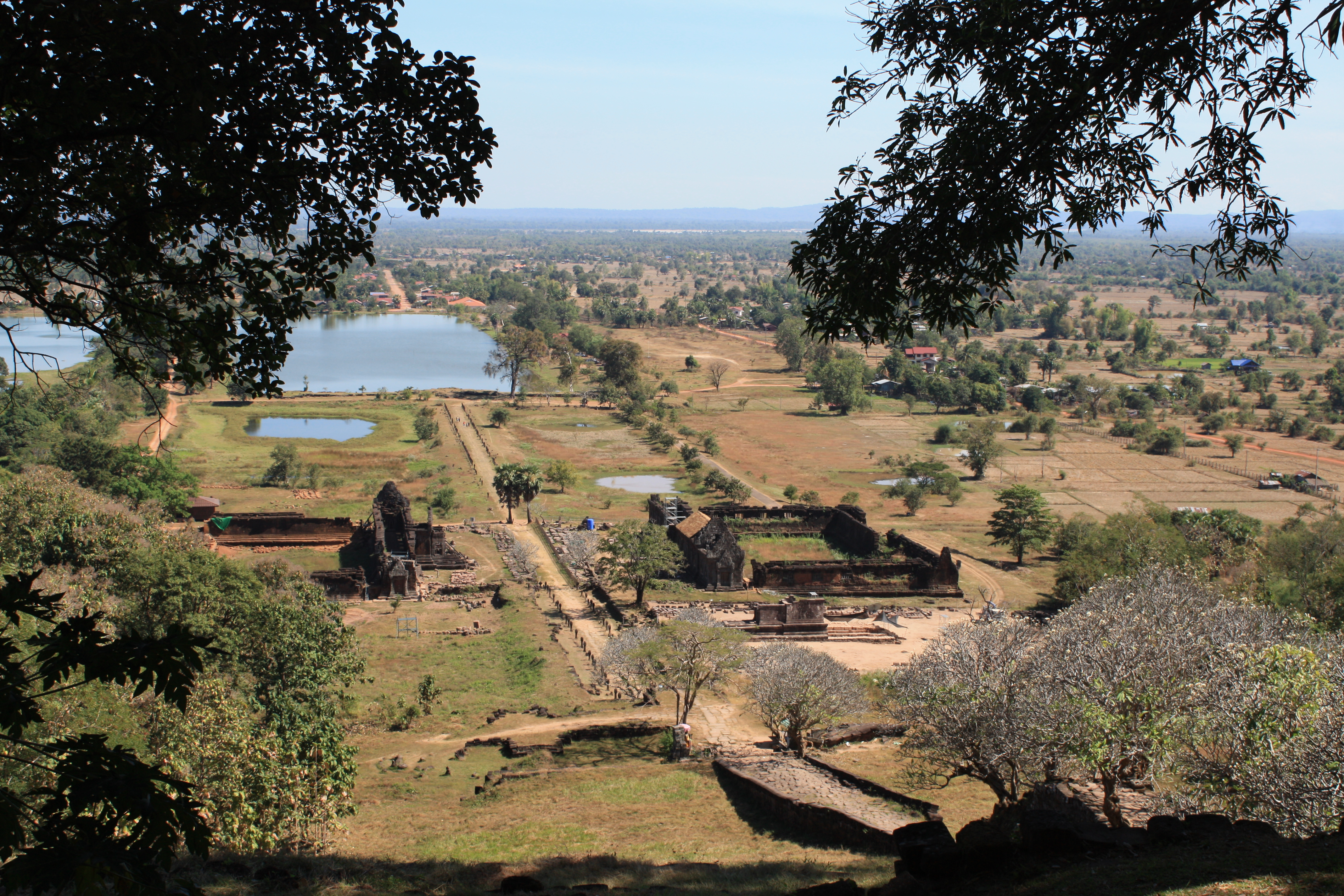
本堂付近から眺めた北・南宮殿

少なくとも、6世紀頃にはチャンパーサック県の地域に文明があったと見られている。後の10世紀頃から、この地域へのクメール人の進出が本格化し始める。タイのピマーイなどに見られる遺跡もクメール人の王朝が隆盛を極め、北部に盛んに進出していたこの時代のものであると言うことが言われている。同様に、この遺産の中心であるワット・プーもこの時代以降に作られたと見られている。これらの時代に作られた遺跡は、主に当時のクメール人の宗教であったヒンドゥー教をコンセプトにして作られていた。
しかし13世紀頃からタイ・ラーオ系民族がこの地に南下し始める。後に彼らがこの地を占拠する頃には、上座部仏教が浸透していたため、ほとんどの遺跡が上座部仏教寺院としての扱いを受けるに至った。特にワット・プーは元々は城であったが、ラーオ族によって寺院として位置づけられた。

## 登録経緯
ラオス政府は1988年、ワット・プーを含む地域と、近隣の他の寺を中心とする2地域、合計3地域からなる広域な地区を、ワット・プーの関連遺跡および周辺の自然を守るために保護地区に指定した。1997年には大統領令により、遺跡の保護枠が明確に定められ、保護がさらに積極的に行われるようになった。開発面では1995年・1996年に、ワット・プーを持つチャンパーサック県の観光開発・インフラ整備が行われた。これにより遺跡は観光地として注目を集めはじめ、1997年からは観光客が激増、以前に比べ倍増した。同年、日本やイタリアの基金がこの地域に投資されたことにより、さらに開発が進められた。このころより、世界遺産への登録が言われ始め、2001年にはラオス政府の承認を得ないまま、ICOMOSに推薦され、ユネスコの世界遺産（文化遺産）に登録された。

## 登録基準
この世界遺産は世界遺産登録基準のうち、以下の条件を満たし、登録された（以下の基準は世界遺産センター公表の登録基準からの翻訳、引用である）。
- (3) 現存するまたは消滅した文化的伝統または文明の、唯一のまたは少なくとも稀な証拠。
- (4) 人類の歴史上重要な時代を例証する建築様式、建築物群、技術の集積または景観の優れた例。
- (6) 顕著で普遍的な意義を有する出来事、現存する伝統、思想、信仰または芸術的、文学的作品と直接にまたは明白に関連するもの（この基準は他の基準と組み合わせて用いるのが望ましいと世界遺産委員会は考えている）。

詳細は、ワット・プーの寺院群が東南アジアそして、とりわけ10世紀 - 14世紀に君臨したクメール王朝の他に類を見ない優れた証拠を生んだこと(3)、ワット・プーの寺院群と、その周辺の自然環境の宗教的な意義をもつ象徴的地形との融合を示す例として、際立っていること(4)、自然と人間の関係のヒンドゥー的を表現しようとしたものとして、ワット・プーは注目に値する複合遺跡や、山と川の間にあるその他の建築物すなわち、際立った建築、それに含まれる幾多の芸術やすべての宗教的罪悪や義務を表現したものを示している(6)である。

## 地域内の建造物など
- ワット・プーと付随の貯水池（パライ）などの一角、その南のナーンシダー寺とダーオタオ寺、そしてメコン河たいがんのトモ（ウモン）寺など。これらの年代は、10世紀から12世紀であり、クメールのアンコール帝国（9～15世紀）の石造寺院の特徴をもっている。古代道路（クメール街道）が、この地からアンコールの中心地（現在のカンボジア、シアム・リアップ）に一直線でつながっていることから両者に関係があったとみられている。